# 칼 오이스턴
칼 오이스턴(Karl Oyston, 1968년 2월 20일~ )은 영국의 기업인이자 잉글랜드 프리미어리그의 블랙풀 FC의 회장으로, 재산은 105만 파운드로 영국에서 659위 부자이다.
1999년 출판과 농업 사업을 펼쳤고, 1999년 4월 3일 블랙풀 FC의 회장으로 임명되었으나, 강간 혐의로 복역한 뒤 2005년과 2006년 다시 이사회에 선출되었다.
2006년 BBC에서 불법 수당 혐의가 의심되기도 했으며 2010년 1월 26일 풋볼 리그 챔피언십 이사회의 대표로 선출되었다.